# Otto Krawehl (Politiker)
Otto Krawehl (geboren 30. August 1901 in Wittingen; gestorben um 1945) war ein deutscher Kommunalpolitiker und NSDAP-Ortsgruppenleiter in Wunstorf.

## Leben
Otto Krawehl hatte eine künstlerische Ader und illustrierte verschiedene Bücher, beispielsweise mit Linolschnitten für die in plattdeutscher Mundart verfassten Dichtungen Ut de Lüneborger Hai des Dichters und Arztes Max Langerhans.
Eigentlich sollte Krawehl Ingenieur werden, doch die Weltwirtschaftskrise Ende der 1920er Jahre verhinderte ein entsprechendes Studium. Stattdessen durchlief er eine Ausbildung zum Mittelschullehrer.
Krawehl trat zum 1. Dezember 1932 in die NSDAP ein (Mitgliedsnummer 1.415.758). Im Jahr der Machtergreifung durch die Nationalsozialisten übersiedelte er 1933 in die Stadt Wunstorf, in der er – als Nachfolger des kurz zuvor durch Selbstmord aus dem Leben geschiedenen Senators Paul Meier – eine Stelle als Lehrer in der Wunstorfer Scharnhorstschule antrat.
In der lokalen Parteiorganisation wurde er 1934 zum Ortsgruppenleiter ernannt. Zum 1. April 1939 wurde er – wie schon zuvor sein Vorgänger Willi Strege – durch die NS-Partei in das Amt des Bürgermeisters berufen, das er dann in Personalunion mit seinen Aufgaben als NSDAP-Ortsgruppenleiter führte.
Während des Zweiten Weltkrieges teilte Krawehl in einem „Weihnachtsbrief“ von 1942 an die an der Front stehenden Wunstorfer Soldaten mit, dass seit Juli nun „auch Wunstorf frei von Juden“ sei. Kurz darauf trat er selbst freiwillig in den Militärdienst ein. Mutmaßlich fiel er bei der Verteidigung Berlins im April 1945 – seitdem galt er als vermisst.
In der Nachkriegszeit strengte Krawehls Witwe – aus versorgungsrechtlichen Gründen – ein Entnazifizierungsverfahren an, in dessen Verlauf er posthum lediglich als „Mitläufer“ (Kategorie IV) eingestuft wurde, „da er sich auch für von der Verfolgung bedrohte Personen eingesetzt hatte“. Mit diesem Wissen muss eine Bewertung Krawehls und seines Wirkens „zwiespältig ausfallen.“

## Archivalien
Archivalien von und über Otto Krawehl finden sich beispielsweise
- als Personalakte im Stadtarchiv Wunstorf[1]